# 立花まほ
立花 まほ（たちばな まほ、1月21日 - ）は、日本の女優。
福岡県久留米市出身。現在ロサンゼルス在住。

## 略歴
2017年、ショートフィルム『無政府家族』で黒崎組の娘、黒崎華(主演)を演じる。

2018年より、ライブ配信を始める。
2019年、Muv Rinoie 所属
2020年、アクティングレッスンのため渡米

2022年、仮面女子をはじめとする多くのアイドルが出演する舞台『落とし屋』シリーズに主要キャストとして出演。

2023年1月より、ロサンゼルスクラブ東高円寺にてレギュラーメンバーとして歌のライブに出演。

2023年10月、留学のため、サヨナラライブを開催。
2023年11月より、バンクーバーに留学。

2024年2月より、アメリカ（ロサンゼルス）に渡る。

## 出演

### 映画
- 無政府家族（2017年） - 主演 黒崎華 役
- かぞくいろ RAILWAYS 私たちの出発」（2018年）
- 愛の病（2018年）
- レディ・トゥ・レディ（2020年） - 芸能人 役
- 一生で一番長い九分　（2020年）[17]-パン屋役
- PET（2021年）-藤木昌子役
- NULL（2022年）-主演　[18]
- Day To Night-HARUHI役

### テレビドラマ
- 60 誤判対策室（2018年）WOWOWドラマダンサー役
- 忘却のサチコ（2018年） 仲居役
- 大誘拐2018（2018年）キャバ嬢役
- ポイズンドーターホーリーマザー（2019年）- 受付嬢役

### 舞台
- 私はレイプを告訴する（2017年）[19] 被害者女子大生　鈴村麻紀役
- おとし屋SEDUCTRESSES Epsode3（2022年）[20]-サエコローズ片桐役
- おとし屋SEDUCTRESSES Epsode4 -（2022年）[21][22]-サエコローズ片桐役

### バラエティ
- 全力!脱力タイムズ（2018年)

### CM
- ジョリーパスタ（2019年）
- アースペット パックリン（2021年）
- Wine Tour With Friend（2023年カナダでの撮影）

### ナレーション
- TOSHIBA シェアレポ（2019年）
- TOSHIBA スポット溶接検査ロボット（2020年）